# Gnathia albescens
Gnathia albescens är en kräftdjursart som beskrevs av Hansen 1916. Gnathia albescens ingår i släktet Gnathia och familjen Gnathiidae. Inga underarter finns listade i Catalogue of Life.